# Arris
Arris (arabisch آريس, Zentralatlas-Tamazight ⴰⵔⵔⵉⵙ) ist eine etwa 20.000 Einwohner zählende Stadt und eine Gemeinde (commune) mit insgesamt ca. 35.000 Einwohnern in der Provinz Batna im Nordosten Algeriens.

## Lage und Klima
Die etwa 1100 bis 1200 m hoch gelegene Stadt Arris liegt am Oued Abiod im südlichen Aurès-Gebirge. Die Provinzhauptstadt Batna ist ca. 60 km (Fahrtstrecke) in nordwestlicher Richtung entfernt; die Ruinen der Römerstadt Thamugadi (heute Timgad) befinden sich gut 50 km nördlich von Arris. Aufgrund der Höhenlage ist das Klima eher gemäßigt und trocken; Regen (ca. 420 mm/Jahr) fällt hauptsächlich in den Wintermonaten.

## Einwohner
Die Bewohner der Stadt sind überwiegend berberischer Abstammung, doch haben sowohl die islamisch-arabische und später die christlich-europäische Kultur zahlreiche Spuren im Alltagsleben hinterlassen.

## Wirtschaft
Die Landwirtschaft und die Viehzucht bestimmten jahrhundertelang die auf Selbstversorgung basierende Wirtschaft im Aurès-Gebirge. Erst während der französischen Kolonialzeit (1830–1962) und mit der Verbesserung der Infrastruktur konnten Produkte auch in größerem Stil überregional gehandelt werden.

## Geschichte
In der Antike war Arris die Hauptstadt der – später von den Römern unterworfenen – Gaetuler. Nach deren Abzug wurde der Stammesführer Masties († um 500) Alleinherrscher eines großen Gebietes; er trug den Titel Imperator und förderte das Christentum. In der Zeit der islamischen Vordringens nach Westen beherrschten Figuren wie Kusaila († 688) und Kāhina († 701) zeitweise die Region. Im 19. Jahrhundert machten die Franzosen Algerien zu einer Kolonie.